# Marvel Зомбі (мінісеріал)
«Marvel Зомбі» (англ. Marvel Zombies) – майбутній американський анімаційний телевізійний мінісеріал, створений Зебом Веллсом для потокового сервісу Disney+, заснований на однойменній серії коміксів Marvel Comics. Він має стати одним із телесеріалів кіновсесвіту Marvel (MCU), створеним Marvel Studios Animation, який досліджуватиме альтернативний часоряд в мультивсесвіті, раніше представлений в епізоді анімаційного серіалу «А що як...?» під назвою «А що як... Зомбі?!» (2021), в якому група вцілілих повинна битися з колишніми героями та лиходіями, які перетворилися на зомбі. Веллс став головним сценаристом, а Браян Ендрюс – режисером.
Іман Веллані озвучує Камалу Хан (Міз Марвел), повторюючи роль з попередніх робіт MCU. В червні 2021 року Marvel Studios оголосила розробку кілька мультсеріалів на додаток до «А що як...?», включно із серіалом, що продовжить події «А що як... Зомбі?!». «Marvel Зомбі» оголосили в листопаді того ж року разом із залученням Веллса та Ендрюса.
Marvel Зомбі вийде на Disney+ і складатиметься з чотирьох епізодів.

## Синопсис
Продовжуючи події епізоду «А що як...?» «А що як... Зомбі?!» (2021), група вцілілих повинна битися з колишніми героями та лиходіями, які перетворилися на зомбі. 

## Актори та персонажі
- Іман Веллані[en] – Камала Хан (Міз Марвел)[en]: підлітка-мутантка із Джерсі-Сіті, яка носить магічний браслет, що розкрив її здібність використовувати космічну енергію та створювати тверді світлові конструкції. Веллані зазначив, що Хан стала центральною постаттю в серіалі, а творці описали її роль як «Фродо цієї історії»[3].

Альтернативні версії персонажів з MCU, які підтверджено з’являться в серіалі, включають Єлєну Бєлову, Кеті, Кейт Бішоп, Алєксєя Шостакова (Червоного Вартового), Джиммі Ву, Торговця Смертю, Сюй Шан-Чі і Сюй Веньву. Серед зомбі в серіалі з'явлсяться Клінт Бартон (Соколине Око), Стів Роджерс (Капітан Америка), Еміль Блонський (Огида), Ава Старр (Привид), Ванда Максимова (Багряна Відьма), Керол Денверс (Капітан Марвел), Ікаріс та Окоє. 

## Виробництво

### Розробка
До червня 2021 року Marvel Studios Animation розробляла ще щонайменше три серіали на додаток до анімаційного серіалу Disney+ А що як...? (2021–дотепер). Наступного місяця повідомлялося, що вони перебувають на різних стадіях розробки, а вихід не очікується принаймні до 2023 року.  Анімаційний серіал Marvel Зомбі було анонсовано під час події Disney+ Day у листопаді 2021 року, і заснований він на однойменній серії Marvel Comics.  Браян Ендрюс повернувся як режисер серіалу «А що як...?», а Зеб Веллс був призначений головним сценаристом і виконавчим продюсером. Веллс раніше був сценаристом серіалу кіновсесвіту Marvel Жінка-Галк: Адвокатка (2022) і фільму «Марвели» (2023). 
Серіал є продовженням альтернативного часоряду із зомбі-апокаліпсисом, яка була представлена в епізоді «А що як... Зомбі?!» з першого сезону «А що як...?» (2021). Marvel Studios почали розробку спінофу після позитивної реакції фанів на цей епізод і його відкритий фінал. У липні 2022 року компанія оголосила, що Marvel Зомбі стане її першим анімаційним серіалом, який отримає рейтинг TV-MA, щоб у ньому можна було показувати все, що очікується від шоу про зомбі. Серіал складається з чотирьох епізодів. Бред Віндербаум з Marvel Studios також є виконавчим продюсером. Під час панелі Marvel Studios Animation на Comic-Con у Сан-Дієґо 2022 року Marvel Зомбі та інші проєкти були представлені як частина «Анімаційного мультивсесвіту Marvel». 

### Сценарій
Ендрюс пояснив, що, попри те, що багато смертей у серіалі «грубі», гумор і легковажність були змішані з дією, драмою та емоціями. 

### Кастинг і запис голосу
У листопаді 2023 року Іман Веллані повідомила, що вона знову зіграє роль Камали Хан (Міз Марвел) у MCU; на той час вона вже завершила роботу над голосом. 

### Анімація
Серіал має той самий стиль анімації, що й «А що як...?»,  у якому використовується стиль анімації з контурним тонуванням та персонажами на основі акторів із фільмів.  Анімація «2,5D», з 3D-моделями, які відображаються з 2D-освітленням, щоб виглядати як плоскі малюнки. 

## Просування
Серіал обговорювався під час панелі Marvel Studios Animation на Comic-Con у Сан-Дієго у 2022 році, коли було оприлюднено зображення персонажів. Ендрюс і Віндербаум рекламували серіал під час панелі Marvel Studios Animation на конвенції D23 у серпні 2024 року, де показали перші кадри.   

## Вихід
Marvel Зомбі планується випустити на Disney+ і складатиметься серіал з чотирьох епізодів.  Станом на липень 2022 року вихід серіалу очікували у 2024 році. У січні 2024 року Ендрюс сказав, що він не впевнений, коли саме вийде серіал, показавши, що дата випуску постійно зміщується і на той час серіал не датувався. Панель Marvel Studios Animation на D23 у серпні 2024 року охоплювала серіали, включаючи Marvel Зомбі, які планувалося випустити протягом наступних 12-18 місяців, хоча було спеціально зазначено, що Marvel Зомбі не вийде «ще певний час».  